# Padre Kelmon
Kelmon Luís da Silva Souza (Acajutiba, 21 de outubro de 1976), mais conhecido como Padre Kelmon, é um político brasileiro, atualmente filiado ao Partido Liberal (PL). Celebrou missas e batismos na Bahia, tornou-se notório entre conservadores devido ao seu discurso incisivo contra a esquerda política. Desde 2010, mantém em Brasília a loja de artigos religiosos Jabuti. Foi candidato à Presidência da República em 2022 pelo PTB, conseguindo 0,07% dos votos.

## Biografia

### Atividades religiosas
Filho de Risoldete e José Gomes, uma família católica. Na adolescência, nos anos 90, liderou grupos de jovens como a Legião de Maria e atuou na comunidade ecumênica cristã de Taizé, de origem francesa. Participou ainda da criação de um grupo chamado Jovens Unidos Semeando Paz e Esperança (JUSPE).
Aos 20 anos ingressou no seminário Mater Ecclesiae, dos Legionários de Cristo, em São Paulo, seguindo sua formação nos seminários Santana e Santa Catarina de Alexandria, o primeiro romano e o segundo ortodoxo.
Em 2003, decidiu seguir como ortodoxo. Seis anos depois, tornou-se missionário no serviço aos pobres, presidiários, e à juventude universitária.
Durante esse tempo serviu as igrejas Greco Melquita e Apostólica Ortodoxa da América, na qual foi ordenado padre em São Paulo, em 2 de agosto de 2015, pelo bispo Kyrios Ioannis de Santa Catarina. Em 6 de agosto de 2021, ingressou na Igreja Ortodoxa do Peru (que não tem relação com a matriz grega ou russa da Igreja Ortodoxa), vínculo reconhecido pela própria, em nota. Era pároco do seu Vicariato Episcopal do Brasil na Ilha de Maré, na Bahia. Kelmon obteve licença eclesiástica da Igreja Ortodoxa do Peru para concorrer à Presidência em 2 de agosto de 2022. Em meio às suas polêmicas eleitorais, a Igreja Sirian Ortodoxa de Antioquia no Brasil afirmou, em 25 de setembro, que não mantinha vínculos com Kelmon. Isso levou-o, em março de 2023, a abrir um processo por danos morais, pedindo indenização de 500 mil reais à instituição.  Em 30 de setembro de 2022, a Conferência Nacional dos Bispos do Brasil (CNBB) publicou uma nota esclarecendo que Kelmon não pertence ao clero da Igreja Católica Apostólica Romana.
Tendo pedido seu desligamento da Igreja Ortodoxa do Peru, recebeu-o em 18 de dezembro de 2022. No dia seguinte, Kelmon anunciou que pediu vinculação à Igreja Ortodoxa Grega da América e Exterior e que "foi eleito bispo para as missões no Brasil".

### Carreira política
O Partido Trabalhista Brasileiro (PTB) descreve Kelmon como "homem cristão, conservador e de direita, que sempre se dedicou à igreja e ao combate da esquerda no país". Ajudou a criar o Movimento Cristão Conservador.
Padre Kelmon se diz admirador dos já falecidos Enéas Carneiro e Levy Fidelix, além do ex-presidente Jair Bolsonaro. Através de seu canal no YouTube, faz denúncias à islamização e a perseguição de cristãos no Brasil. Apesar de seu discurso ser incisivamente contra o espectro político referente a esquerda, foi, no passado,  filiado ao Partido dos Trabalhadores (PT).
Inicialmente, apoiou o Partido Social Cristão (PSC), mas, depois chegou a ser integrante do PT, na Bahia, entre 2 de junho de 2002 e 21 de novembro de 2009. Já fora desse partido político de esquerda e arrependido por isso, firmou posição contra a então candidata petista nas eleições presidenciais do Brasil de 2010, Dilma Rousseff, ao serviço da Frente Integralista Brasileira.
Em 2012, participou do 4º Congresso Nacional desse movimento Integralista brasileiro, de extrema-direita nacionalista e católico. O partido de Kelmon, o PTB é hoje "um partido com diversos filiados que se declaram integralistas", anteriormente autodenominados integralistas haviam se filiado aos partidos PRONA de Enéas Carneiro e o PRTB de Levy Fidelix.
Kelmon filiou-se ao PTB em dezembro de 2020 por influência de Roberto Jefferson, que o conheceu através de um vídeo no qual Kelmon alegava sofrer perseguição religiosa e ter uma capela de bambu destruída. Desse diálogo, terá surgido no PTB o movimento Juventude Trabalhista Cristã Conservadora (JTCC), no qual Kelmon foi colocado como líder até a cúpula do partido, na ocasião presidida por Graciela Nienov, e não Jefferson, receber um dossiê com denúncias que apontavam a falta de vínculo entre Kelmon e as igrejas de comunhão ortodoxa.
Em outubro de 2021, fundou o Movimento Cristão Conservador Latino-Americano (MECCLA), assumindo-o como seu primeiro presidente, tal como da Associação Theotokos, que declara à Receita prestar atividades de organizações religiosas ou filosóficas e atividades de associações de defesa de direitos sociais.
Em Janeiro de 2024, Anuciou sua pré-candidatura a prefeitura de São Paulo em 2024, pelo PRD, tendo o pastor Manoel Lopes Ferreira Junior como vice.

#### Candidatura à Presidência da República em 2022
Após o indeferimento da candidatura de Jefferson, o então candidato à presidência do PTB, seu candidato a vice-presidente, Padre Kelmon, foi escolhido como candidato à presidência, em 1º de setembro de 2022, tendo Pastor Luiz Cláudio Gamonal como candidato a vice. Padre Kelmon apresentou ao Tribunal Superior Eleitoral o mesmo plano de Roberto Jefferson, que cita a valorização de Deus, da família e da liberdade, prometendo intensificar a agenda de privatizações, convocar uma nova Assembleia Constituinte, reduzir a carga tributária, pôr fim à estabilidade dos servidores públicos, proibir a legalização, plantio, cultivo e comercialização da maconha e criminalizar a "cristofobia".
Em sua primeira participação em um debate televisivo, no SBT, em 24 de setembro Kelmon frequentemente elogiou e defendeu o presidente Jair Bolsonaro, atuando como seu aliado. Após a transmissão, Kelmon se tornou popular na Internet e foi comparado ao candidato de 2018 Cabo Daciolo, o que Kelmon disse que seria uma "ofensa". Antonio Lavareda, cientista político e presidente do Conselho Científico do Ipespe, declarou à CNN Brasil: "Padre [Kelmon] está para Bolsonaro em 2020 como esteve o Cabo Daciolo em 2018. Ele deixa Bolsonaro mais moderado". No debate, Kelmon também ficou conhecido por defender a pauta antiaborto e dizer que negros não precisam de cotas.
Durante sua participação no debate da TV Globo em 29 de setembro, Padre Kelmon voltou a elogiar e defender o presidente Bolsonaro. Também se envolveu em discussão com o ex-presidente Lula, onde foi chamado de "impostor", "candidato laranja" e "fariseu". Por outro lado, a senadora Soraya Thronicke o chamou de "padre de festa junina" e lhe perguntou se "teria medo de ir para o Inferno". Tais falas geraram repercussão na internet e memes. Kelmon também viralizou devido a suas constantes interrupções às falas de seus oponentes, sendo advertido em diversos momentos pelo mediador William Bonner, que perguntou-lhe se ele sabia que o debate tinha regras. Após novas interrupções, Bonner disse: "O senhor realmente decidiu instituir uma nova regra neste debate". Após o debate da Globo, segundo o Datafolha, a rejeição de Kelmon cresceu sete pontos percentuais, se comparado com o levantamento anterior: de 19% para 26%, tornando-se o terceiro candidato mais rejeitado entre os eleitores, atrás apenas de Lula e Bolsonaro.

## Desempenho eleitoral
| Ano  | Eleição          | Cargo      | Partido | Votos  | %     | Resultado  | Ref.         |
| ---- | ---------------- | ---------- | ------- | ------ | ----- | ---------- | ------------ |
| 2022 | Gerais do Brasil | Presidente | PTB     | 81 129 | 0,07% | Não eleito | [ 50 ] [ 6 ] |